# Carios mexicanus
Carios mexicanus är en fästingart som beskrevs av Hoffmann 1959. Carios mexicanus ingår i släktet Carios och familjen mjuka fästingar. Inga underarter finns listade.